# Ichikawa Shun'en II
Pour les articles homonymes, voir Ichikawa (homonymie).
Ichikawa Shun'en II (二代目 市川 春猿, Nidaime Ichikawa Shun'en), né le 29 novembre 1970 à Tokyo, est un acteur du théâtre kabuki spécialisé dans les emplois d'onnagata, rôles féminins. Il a été décrit comme une étoile montante, particulièrement remarquables lorsqu'il incarne des personnages tragiques.
Né Gen Kondō en 1970, il termine sa formation de base du genre kabuki en mars 1988 à l'âge de 18 ans au Théâtre national du Japon. Le mois suivant, il fait ses débuts sur scène sous son véritable nom en interprétant un certain nombre de rôles mineurs dans une production de la pièce Chūshingura au Kabuki-za. Il devient apprenti (ou disciple) de l'acteur Ichikawa Ennosuke III au mois de juillet de cette même année et interprète plusieurs petits rôles dans Yoshitsune Senbon-sakura sous le nom Ichikawa Shun'en II et devient officiellement l'heyago (certain type d'apprenti formel) d'Ennosuke en 1994.
En 2000, Shun'en est promu nadaiyakusha (名題役者), acteur interprète des rôles principaux. En dehors de la scène il est actif dans différentes formes de divertissement, apparaissant souvent dans divers spectacles télévisés ainsi que dans des jeux vidéo.

## Théâtre
En janvier 2017, le théâtre Mitsukoshi de Nihonbashi, à Tokyo, rejoue la mise en scène originale d'un roman publié, en 1966, par l'écrivaine japonaise Sawako Ariyoshi : « L'Épouse de Hanaoka Seishū » ou Kae ou les deux rivales. Dans le rôle de Kae, Ichikawa Shun'en II affronte Yaeko Mizutani qui joue le rôle de sa belle-mère, la mère de Hanaoka Seishū, un médecin de l'époque d'Edo (1603-1868).